# 관비
관비(官婢)는 조선왕조 당시 관아 등에서 고을 수령들의 숙식을 책임졌던 여자 노비를 말한다. 남자 노비는 관노(官奴)라고 부른다.

## 개요
주로 관아나 감영 등에서 고을 수령이나 관찰사의 숙식을 책임지고 관아의 주방 등에서 안살림을 담당하였던 여자 노비들을 말한다. 관노들이 대부분 남자들이기 때문에 이들은 고을 수령의 경호나 관사 수리공사 및 청소 등을 담당한다면 관비들은 고을 수령의 숙식을 주로 담당하였다. 관찰사나 고을 수령들에게 부인이 있지만 대부분 양반 신분이라 안살림을 하는 경우가 없기 때문에 대개 수령들의 식사는 이들 관비들이 책임졌으며 또한 수령들의 손님상 차림도 책임졌다.
대부분 여자 노비들이기 때문에 관노들과는 다르게 경호나 공사 등의 역할보다는 대개 관아의 주방 살림이나 수령의 식사나 손님상 차림을 담당하는 성향이 짙었다. 

## 관노와의 차이
관노와는 같은 노비이지만 관노는 주로 남자 노비를 말하며 관비는 주로 여자 노비를 말한다. 관노들이 주로 관아의 수령이나 감영의 관찰사를 경호하거나 관사를 수리하고 청소 등을 담당하였다면 관비는 관찰사나 수령들의 식사를 담당하면서 감영이나 관아의 주방에서 식사를 차리는 역할을 하였다.   

## 같이 보기
- 관노